# Alpheus Babcock

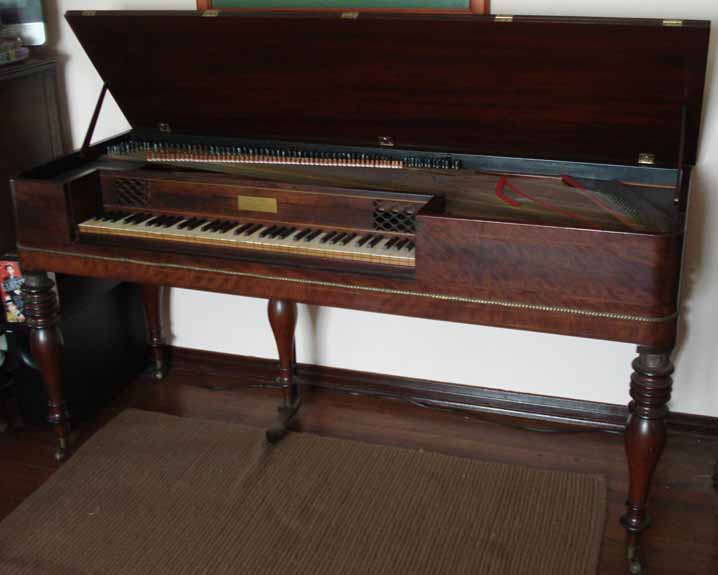
Tafelklavier mit Gusseisenrahmen

Alpheus Babcock (* 1785 in Dorchester, Massachusetts; † 1842) war ein Klavier- und Musikinstrumentenhersteller in Boston, Massachusetts und Philadelphia, Pennsylvania während des frühen 19. Jahrhunderts.
Babcock wurde durch sein Patent auf einen einteiligen vollständigen Eisengussrahmen für Klaviere bekannt. Diese Innovation ermöglichte es, die Spannung der Saiten zu erhöhen und somit die Klangqualität und Haltbarkeit der Instrumente zu verbessern. Babcock erfand auch einige Verbesserungen zu Klaviermechaniken.

## Leben
Babcock wurde als Sohn einer aus den Niederlanden stammenden Familie geboren. Er arbeitete vor 1809 für den Musikinstrumentenbauer Benjamin Crehore († 1828). Er gründete eine Werkstatt und einen Musikladen in Boston zusammen mit seinem Bruder Lewis an der Adresse 44½ Newbury Street.
1812 begannen sie eine Partnerschaft mit dem Orgelbauer Thomas Appleton (1785–1872) und betrieben eine Werkstatt in der Nr. 6 Milk Street. Nach dem Tode von Lewis 1814 begannen die Brüder Babcock eine kurzlebige Partnerschaft mit den Brüdern Charles und Elna Hayt. Dieses Geschäft wurde von Mackay & Co. übernommen, mit Crehores früherem Partner, dem Orgelbauer William Goodrich († 1834) als einem der Partner, und wurde 1817 reorganisiert als The Franklin Music Warehouse mit Joshua Stevens als Geschäftsführer, weiter an der Anschrift Milk Street. Das Geschäft stand bis 1823 dann unter der Leitung von John Rowe Parker.
Babcock könnte in dieser Zeit in Philadelphia gearbeitet haben, aber 1822 arbeitete er in dem  Hinterhaus von Nr. 11 Marlboro Street, Boston, und zog im folgenden Jahre um zum Parkman's Market, Cambridge Street. Die Mackays setzten eine Zusammenarbeit mit Babcock bis in die 1820er Jahre fort; viele Instrumente entstanden in diesen Jahren, die die Aufschrift "for G. D. Mackay" oder "for R. Mackay" tragen.
Babcock bekam auf den Ausstellungen 1824 und 1825 des Franklin Institute in Philadelphia jeweils eine Silbermedaille, 1827 ebenso, diesmal zusammen mit einer besonderen Erwähnung seines Tafelklaviers mit dem 1825 patentierten einteiligen Gussrahmen.
1830 zog Babcock nach Philadelphia um. Er war zu jener Zeit der größte Klavierbauer in den Vereinigten Staaten. Er führte die Überkreuzung der Saiten im Tafelklavier ein und befasste sich auch mit der haltbaren Umkleidung der bis dato belederten Hämmer mit Stoffen und Filz.
Babcock arbeitete in jener Zeit mit dem Instrumentenbauer und Musikverkäufer John C. Klemm zusammen, seinem früheren Agenten, und er arbeitete bis in das späte Jahr 1832 als Vorarbeiter für den Klavierbauer William Swift in dessen Musikhaus in der 142 Chestnut Street. Er inserierte 1833 in The Daily Chronicle; man konnte den eisernen Rahmen gezeichnet sehen, für den er das alleinige Herstellungsrecht beanspruchte. Babcock gewann Ehren auf der 1833er Ausstellung des Franklin Institute, zusammen mit C. F. L. Albrecht aus Philadelphia, und dem New Yorker Klavierbauer Nunns & Co.
Babcock kehrte 1837 nach Boston zurück und wurde bei Chickering & Mackays eingestellt, die eine seit 1830 bestehende Partnerschaft hatten. Babcocks Verbesserungen halfen Chickering, der führende Klavierbauer in den Staaten zu werden, was bis in die 1850er Jahre Bestand hatte – bis das neue Unternehmen Steinway & Sons einen schnellen Aufstieg hatte und Chickering zum Ende der 1860er Jahre überholte.